# Biały Ług-Kolonia
Biały Ług-Kolonia – część wsi Biały Ług w Polsce, położona w województwie świętokrzyskim, w powiecie koneckim, w gminie Słupia Konecka.
W latach 1975–1998 Biały Ług-Kolonia administracyjnie należał do województwa kieleckiego.